# プログレスインターナショナル
株式会社プログレスインターナショナルは、野球をテーマにした居酒屋を運営する東京都中央区の企業。
2010年9月16日、「実質経営者である代表取締役の資金繰りが困難になった結果、資金繰りが困難になった」と発表し事業継続を断念、破産申請された。

## 沿革
- 1986年5月 - 設立。
- 1995年6月 - 株式会社プログレスインターナショナルに商号変更。
- 2003年5月 - 飲食事業開始「サウンドバーＵ」を出店。
- 2010年4月21日 - グリーンシートオーディナリー区分指定。
- 2010年9月13日 - 自己破産申し立ての準備を行うことを決定。負債総額は概算で1億8000万円。
- 2010年10月17日 - グリーンシート指定取消。
- 2010年10月29日 - 破産手続き開始。